# Rachel McQuillan
Rachel McQuillan (* 2. Dezember 1971 in Newcastle, New South Wales) ist eine ehemalige australische Tennisspielerin.

## Karriere
McQuillan gewann in ihrer Tenniskarriere insgesamt fünf Doppeltitel auf der WTA Tour sowie 14 Einzel- und 21 Doppeltitel auf dem ITF Women’s Circuit. Zudem stand sie im Mixed fünfmal in einem Halbfinale, je zweimal bei den French Open und den US Open sowie einmal bei den Australian Open.
1992 gewann McQuillan bei den Olympischen Spielen in Barcelona mit ihrer Doppelpartnerin Nicole Provis die Bronzemedaille für Australien.

## Turniersiege

### Doppel
| Nr. | Datum              | Turnier     | Kategorie    | Belag     | Partnerin       | Finalgegnerin                   | Ergebnis       |
| --- | ------------------ | ----------- | ------------ | --------- | --------------- | ------------------------------- | -------------- |
| 1.  | 25. August 1991    | Schenectady | WTA Tier III | Hartplatz | Claudia Porwik  | Nicole Arendt Shannan McCarthy  | 6:2, 6:4       |
| 2.  | 29. August 1993    | Schenectady | WTA Tier III | Hartplatz | Claudia Porwik  | Florencia Labat Barbara Rittner | 4:6, 6:4, 6:2  |
| 3.  | 19. September 1993 | Hongkong    | WTA Tier IV  | Hartplatz | Karin Kschwendt | Debbie Graham Marianne Werdel   | 1:6, 7:64, 6:2 |
| 4.  | 18. Juni 2000      | Birmingham  | WTA Tier III | Rasen     | Lisa McShea     | Cara Black Irina Seljutina      | 6:3, 7:65      |
| 5.  | 7. Oktober 2001    | Tokio       | WTA Tier III | Hartplatz | Liezel Huber    | Janet Lee Wynne Prakusya        | 6:2, 6:0       |